# Rocket car (modellismo)
Una rocket car è una "macchina razzo" del peso di 40/50g, mossa da un motore a razzo che funziona, principalmente, grazie a una miscela di Nitrato di potassio (KNO3) e Zucchero. Ci possono essere anche altri tipi di miscele, ad esempio propellenti allo Zinco e Zolfo, Polvere nera o le  meno usate, ma anche più pericolose, miscele di perclorati, alluminio in polvere, polimeri e leganti vari. 

## Funzionamento
In un tubo di alluminio viene introdotto a percentuale variabile del Nitrato di potassio e zucchero, quando questa miscela viene accesa i due reagiscono, producendo della pressione che fuoriesce dall'ugello a una velocità elevata, così permettendo alla macchina di muoversi.

## Struttura
La costruzione di una Rocket car si avvale di materiali leggeri, perché il peso influisce molto sul funzionamento.
La struttura si muove su 4 ruote molto piccole ed è costituita da un telaio in legno rivestito da un pezzo di lamiera. Quest'ultimo materiale serve per garantire una resistenza alle alte temperature. La costruzione può variare e non segue un iter prefissato: il risultato più importante è il peso finale. 

### Motore
Il motore è costituito da un tubo di alluminio del diametro di 10mm con un ugello all'estremità. L'ugello ha un foro al centro di circa 1/1,5mm. Tra l'ugello e il combustibile si forma una camera di combustione in cui vengono liberati i gas, la cui fuoriuscita permette la propulsione.

## Propellente
Il propellente è costituito da nitrato di potassio, o salnitro, e zucchero. Ci sono diversi modi per utilizzare questa miscela: il primo, e anche il più semplice, consiste nel mescolare tra di loro nelle percentuali 65% KNO3 e 35% per lo zucchero, fino a renderlo omogeneo. La seconda è più difficile e pericolosa: consiste nel portare lo zucchero allo stato "liquido" ("caramello") e quindi aggiungere il salnitro (è la parte pericolosa, perché potrebbero esserci reazioni che possono portare all'innesco della combustione, nonché alla formazione di gas velenosi per l'organismo). La miscela così ottenuta giunge a solidificazione in forma cilindrica.